# Isaac Singer
Isaac Merritt Singer (født 17. oktober 1811, død 23. juli 1875) var en amerikansk opfinder, skuespiller og iværksætter. Han lavede væsentlige forbedringer af symaskiner, og stiftede firmaet Singer Sewing Machine Company.
- Singer symaskine